# Conservatoire de musique de Tokyo
Le conservatoire de musique de Tokyo (東洋音楽学校, Tōyō Ongaku Gakkō) est une école supérieure de musique, située dans le quartier de Kanda dans l'arrondissement de Chiyoda à Tokyo. 

## Historique
Il est fondé en 1907 et il s'agit de la plus ancienne école de musique privée au Japon. Yonejirō Suzuki, son fondateur, introduit la musique classique européenne dans l'empire du Japon.
L'école s'installe à son emplacement actuel de Ikebukuro à Tokyo en 1924 après que le campus original ait été détruit par le séisme de 1923 de Kantō.

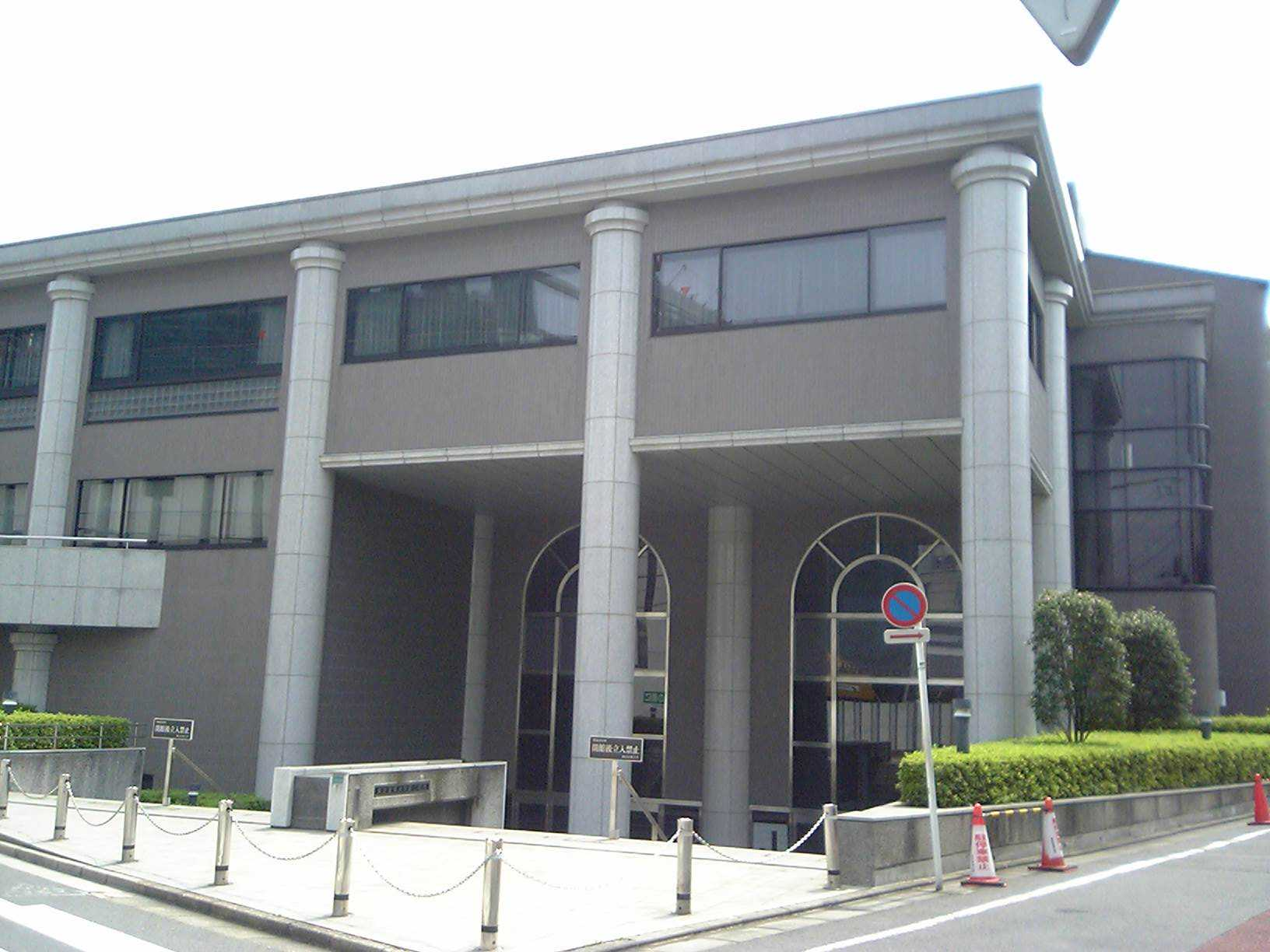
Entrée du conservatoire

## Anciens élèves notables
- Noriko Awaya, (chanteuse ryūkōka)
- Hachiro Kasuga, (chanteur enka)
- Duetwo (duo de piano)
- Yasushi Akutagawa, (compositeur)
- Carlo Forlivesi, (compositeur)
- Riyoko Ikeda, (mangaka)
- Noboru Kirishima
- Tetsuko Kuroyanagi
- Noriko Ogawa, (pianiste)
- Naoki Satō
- Yui Makino